# 마이데이터
마이데이터(MyData)는 개인이 행정, 금융거래, 의료, 통신, 교육 등의 서비스를 이용하면서 만들어진 정보에 대하여 정보주체가 접근하고, 저장하고, 활용하는 등의 능동적인 의사결정을 하는 서비스이다. 예를 들어 정보 주체가 개인정보를 본인 또는 제3자에게 전송 요구할 수 있도록 함으로써 신용평가, 자산관리, 건강관리 등 데이터 기반 서비스에 주도적으로 활용하게 한다.

## 공공 마이데이터
2020년 10월 20일 민원 처리에 관한 법률(약칭 민원처리법)이 개정되어 '제10조의2(민원인의 요구에 의한 본인정보 공동이용)' 조문이 신설되었고, 이 조문이 2021년 10월 21일 시행됨으로써 민원인이 행정기관과 공공기관에 민원을 신청하는 과정에서 마이데이터 서비스를 이용할 수 있게 되었다.
2021년 6월 8일 전자정부법이 개정되어 '제43조의2(정보주체 본인에 관한 행정정보의 제공요구권)' 조문이 신설되었고, 이 조문이 2021년 12월 9일 시행됨으로써 민원을 제외하고도 정보주체가 행정기관과 공공기관이 보유한 행정정보에 대하여 마이데이터 서비스를 이용할 수 있게 되었다.

## 금융 마이데이터
2020년 2월 4일 신용정보의 이용 및 보호에 관한 법률(약칭: 신용정보법)이 개정되어 '제33조의2(개인신용정보의 전송요구)' 조문이 신설되었고, 이 조문이 2020년 8월 5일 시행됨으로써 개인인 신용정보주체는 신용정보제공ㆍ이용자등이 보유하고 있는 신용정보주체 본인에 관한 개인신용정보에 대하여 마이데이터 서비스를 이용할 수 있게 되었다.
이는 여러 곳에 흩어진 개인의 신용정보를 한곳에 모아 보여주고 자산관리와 신용관리를 도와주는 서비스로서, "내 손 안의 금융 비서"로 호칭된다. 개인의 금융·비금융 정보를 융합하여 고도화된 서비스를 제공하며, 미국, 영국, 일본을 포함한 다수의 시장에 도입되었다.

## 마이데이터 표준화
개인정보보호위원회는 2021년 11월 '마이데이터 표준화 협의회'를 통해 마이데이터 표준화를 추진하고 있다.